# Abbé Carré
Barthélemy Carré de Chambon bzw. kurz Abbé Carré (geb. ca. 1636) war ein französischer Indienreisender und katholischer Priester des Grand Siècle, der für Frankreich und die Ostindische Kompanie reiste. Er verstarb nach dem Ende des 17. Jahrhunderts. Er ist insbesondere bekannt als Verfasser eines Reiseberichts mit dem Titel Voyage des Indes orientales (Paris 1699). Sein Reisebericht über die Reise in Indien und den Nahen Osten wurde ins Englische übersetzt (The Travels of Abbé Carre in India and the Near East 1672 to 1674) und fand Aufnahme in der Reisewerk-Reihe der Hakluyt Society (2/95–97). Carré reiste von Frankreich durch Syrien, den Irak, den Persischen Golf nach Surat, Goa, Bijapur, Madras, St. Thomé. Von dort berichtet er über die Einnahme von Trincomalee und von St. Thomé durch Jacob de la Haye und von der Belagerung von St. Thomé durch die Golconda-Armee und die Feindseligkeiten mit den Niederländern, und er berichtet von der bei seiner Rückkehr nach Frankreich erlebten sizilianischen Revolte gegen die spanische Herrschaft in Messina usw.
Eine neuere französische Ausgabe erschien unter dem Titel Le courrier du roi en Orient: relations de deux voyages en Perse et en Inde 1668-1674.

## Werke
- Carré: Voyage des Indes orientales, mêlé de plusieurs histoires curieuses. Paris : Barbin, 1699  (Online-Teilansicht: Bd. 1; Bd. 2)

- Carré, Abbé: The Travels of the Abbé Carré in India and the Near East, 1672 to 1674, translated from the manuscript journal of his travels in the India Office by Lady Fawcett and edited by Sir Charles Fawcett with the assistance of Sir Richard Burn. London, The Hakluyt Society, 1947–1948. First Edition, Hakluyt Society Second Series Nos. 95, 96 & 97. 3 volumes  (Review 1, 2) - Digitalisat Bd.1

- Dirk Van der Cruysse (Hrsg.): Barthélemy Carré: Le Courrier du Roi en Orient. Relations de deux voyages en Perse et en Inde. 1668–1674. Paris, Fayard, 2005, ISBN 2-213-62482-8